# مرض احتباس الكيلومكرونات

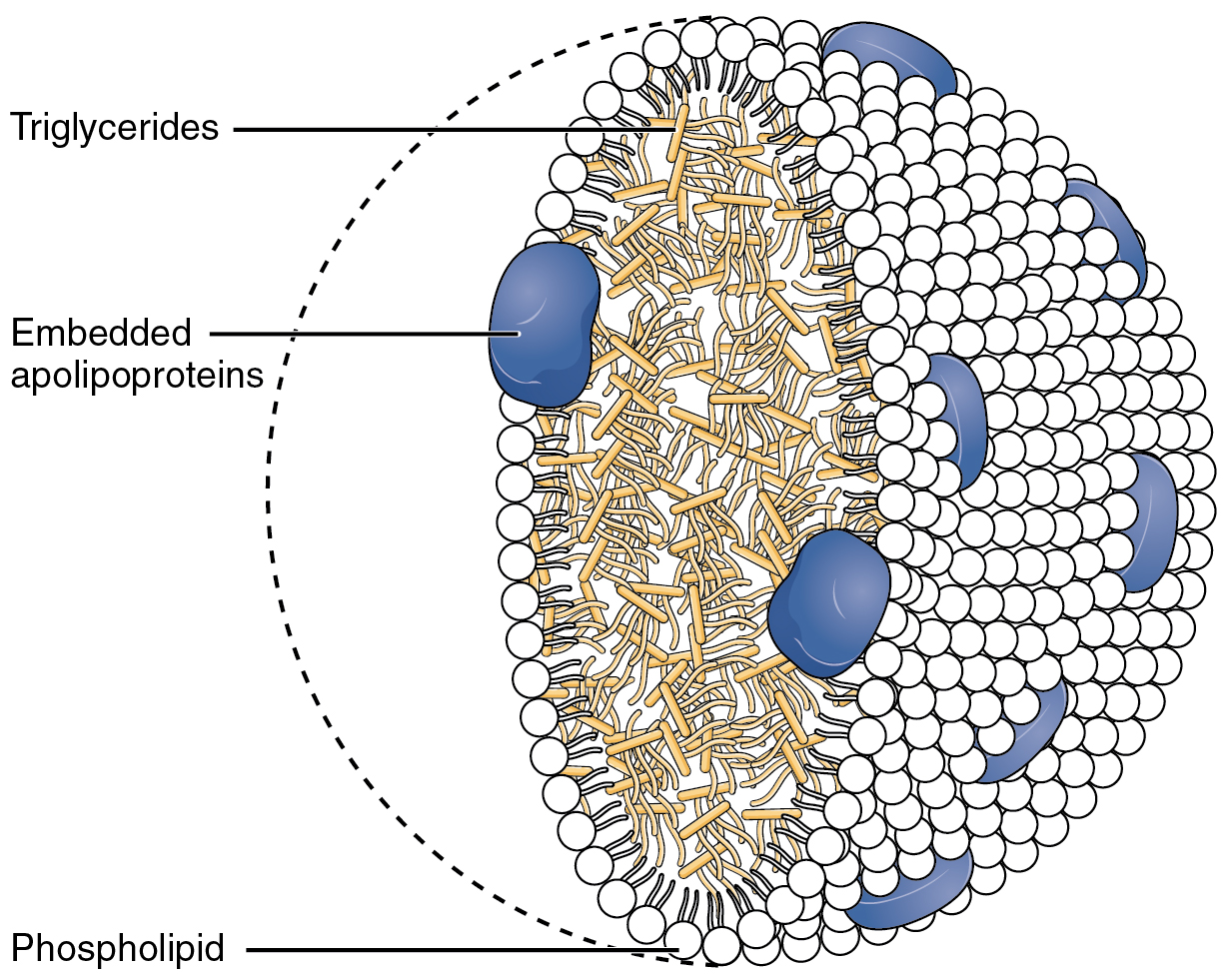
رسم توضيحي من كتاب Anatomy & Physiology، موقع Connexions الإلكتروني.

مرض احتباس الكيلومكرونات اضطراب في امتصاص الدهون، يرتبط بجين إس إيه آر 1 بي. تمنع الطفرات في جين إس إيه آر 1 بي تحرر الكيلومكرونات في الدورة الدموية ما يؤدي إلى مشاكل في التغذية والنمو. يعد اضطرابًا وراثيًا جسميًا متنحيًا نادرًا إذ أُبلغ عن نحو 40 حالة في جميع أنحاء العالم. نظرًا لأن أليل المرض متنحٍ، لا تظهر الأعراض على الآباء عادةً.
بدون وجود الكيلومكرونات الوظيفية، لا يمكن امتصاص بعض الفيتامينات الذوابة في الدهون مثل فيتامين دي وفيتامين هـ. تلعب الكيلومكرونات دورًا حاسمًا في امتصاص الدهون ونقلها، هذا يعني أن النقص في عمل الكيلومكرونات يقلل من المستويات المتاحة من الدهون الغذائية والفيتامينات الذوابة في الدهون.

## العلامات والأعراض
عادةً ما تظهر الأعراض الجسدية لمرض احتباس الكيلومكرونات التي تؤثر على نمو ووظيفة كل من القناة الهضمية والجهاز العصبي بين الطفولة والمراهقة. تتشابه أعراض مَرض احتباس الكيلومكرونات مع الأعراض الجسدية لسوء التغذية، إذ ينشأ المرض بسبب سوء امتصاص الدهون والمواد المغذية التي تذوب في الدهون مثل فيتامين هـ. لهذا السبب، لا يكون تشخيص هذا المرض شائعًا من قبل الأطباء. تعتبر العناصر الغذائية القابلة للذوبان في الدهون ضرورية للنمو والتطور ووظيفة الجسم الطبيعية. يعتبر نقص فيتامين هـ خطيرًا بشكل خاص، إذ أنه ضروري للوظيفة العصبية المناسبة وتطورها. بدون فيتامين هـ، لا يمكن للعصبونات (الخلايا العصبية) أن تعمل بشكل صحيح وتضعف الإشارات الصادرة عن الدماغ. هذا يؤدي إلى ضعف نمو العضلات وضعف تقلصها.
يُحتمل أن تكون الأعراض التي تظهر في القناة الهضمية ناتجة عن انخفاض امتصاص الدهون والإجهاد الفسيولوجي المفروض على الخلايا المعوية التي لا تستطيع نقل الدهون إلى الدورة الدموية. يمكن أن تعزى الأعراض الإضافية التي تحدث في جميع أنحاء الجسم إلى نقص المصادر الكافية من الدهون.
- الإسهال المزمن الناتج عن سوء الامتصاص -الإسهال الناتج عن سوء امتصاص الدهون

- الإسهال الدهني -براز غير طبيعي، غالبًا ما يكون كريه الرائحة، بسبب زيادة وجود الدهون غير المهضومة
- التقيؤ
- نقص فيتامين هـ -انخفاض مستويات فيتامين هـ بسبب سوء امتصاص الدهون في النظام الغذائي، ما يؤدي إلى ضعف نمو الدماغ والعضلات والعين.
- اعتلال عضلة القلب -فئة من الأمراض التي تصيب عضلة القلب وتسبب ضيق التنفس والتعب وتورم الساقين
- تباطؤ النمو
- فشل النمو -عدم كفاية زيادة الوزن، أو فقدان الوزن الشديد عند الأطفال
- نقص كوليسترول الدم -انخفاض مستويات الكوليسترول في الدم
- التنكس الكبدي الدهني (الكبد الدهني) -تراكم مفرط للدهون في الكبد، نتيجة وجود اللويحات الدهنية غير الطبيعية لدى مرضى احتباس الكيلومكرونات
- ضعف المنعكسات- ضعف أو غياب المنعكسات العضلية
- ضمور العضلات -«هزال» في أنسجة العضلات وفقدانها

## التشخيص
لا يوجد إجماع طبي على منهجية تشخيص مرض احتباس الكيلومكرونات بشكل خاص. مع ذلك، توجد بروتوكولات متبعة لتشخيص مجموعة الاضطرابات الوراثية التي ينتمي إليها هذا المرض. يعتمد تقييم نقص بروتينات الدم الشحمية البيتائية في الدم بشكل أساسي على تحليل نسبة الدهون في الدم بعد فترة صيام مدتها 12 ساعة. تشمل الدهون التي يجب تحليلها إل دي إل (البروتين الدهني منخفض الكثافة) وثلاثيات الغليسريد ومستويات صميم البروتين الشحمي بي. يمكن تشخيص إصابة الفرد بمرض احتباس الكيلومكرونات إذا كان يفتقر إلى مستويات كافية من صميم البروتين الشحمي بي في الدم. بالإضافة إلى ذلك، يمكن استخدام إجراء تنظير داخلي طفيف التوغل لفحص الأمعاء. قد يشير الشحوب في محتويات الأمعاء أيضًا إلى مرض احتباس الكيلومكرونات.
نظرًا لأن نتائج المريض تعتمد على التشخيص المبكر، يُفضل أن يخضع المرشحون للإصابة بالاضطراب لاختبارات الدهون في الدم قبل بلوغ 6 أشهر من العمر. لدى المرضى الذين يعانون من مرض احتباس الكيلومكرونات فقط، يُتوقع أن تعرض نتائج اختبارات الدهون مستويات طبيعية من ثلاثيات الغليسريد، لكن مستويات إل دي إل و إتش دي إل (البروتين الدهني مرتفع الكثافة) قد تكون منخفضة بمقدار 50% عن المعدل الطبيعي. يجب أن تكشف الاختبارات أيضًا عن مستويات منخفضة من فيتامين هـ ومستويات مرتفعة من كيناز الكرياتين في الدم.

## المآل
اعتبارًا من مارس عام 2020، وُثقت 50 حالة فقط من مرض احتباس الكيلومكرونات في الأدبيات الطبية. يشير هذا الرقم الصغير إلى ندرة المرض وعدم وجود بحث وتوثيق شاملين. نتيجةً لذلك، تعد تفاصيل المسار الكامل للمرض ومتوسط العمر المتوقع والوفيات موثقة بشكل سيئ.
تبدأ المظاهر السريرية لأعراض مرض احتباس الكيلومكرونات خلال فترة الرضاعة والطفولة المبكرة ولكنها قد لا تُكتشف بسبب الأعراض غير المحددة المرتبطة بالمرض. قد تُعزى العديد من هذه الأعراض إلى سوء التغذية والإسهال غير المحدد بعد الولادة، ما يعيق عملية التشخيص المبكر. يتطلب تدبير مرضى احتباس الكيلومكرونات تنسيقًا دقيقًا للنظام الغذائي والتغذية لأن المرض ينتج عن سوء امتصاص العناصر الغذائية من الطعام.

## العلاج
يُنصح المرضى الذين يعانون من مرض احتباس الكيلومكرونات باتباع نظام غذائي صارم قليل الدسم بالإضافة إلى المكملات الحاوية على الفيتامينات الذوابة في الدهون. الفيتامينات الذوابة في الدهون هي أ ودي وهـ وك. يعد مزيج من فيتامين أ وفيتامين هـ ضروريًا للوقاية من المضاعفات العينية. عندما يُعطى فيتامين دي مبكرًا، يساعد في الوقاية من قلة العظام. يتعرض المصابون بمرض احتباس الكيلومكرونات لخطر متزايد للإصابة بنقص الأحماض الدهنية الأساسية، لذلك يلزم تقديم المشورة الغذائية من أجل الحفاظ على نظام غذائي منخفض الدهون، مع الحصول على كمية كافية من السعرات الحرارية وتناول الأحماض الدهنية الأساسية.

### خطة العلاج المقترحة
يعد التشخيص المبكر مهمًا لتحسين نتائج المرضى. يعاني المرضى الذين شُخصوا متأخرًا من بطء في النمو مقارنةً بمن شُخصوا مبكرًا. تتمحور خطط العلاج طويل الأمد حول النظام الغذائي، ولكن، نظرًا لعدم توثيق النتائج طويلة المدى بسبب نقص البحث الشامل، يلزم إجراء مراقبة دقيقة للمريض. يوصى بإجراء فحوصات سنوية لتتبع نمو الأطفال المصابين بالمرض.
يوصى أيضًا بإجراء التقييمات التي تتعقب وظائف الكبد والتي تتضمن استخدام الأمواج فوق الصوتية لمراقبة نمو الكبد كل ثلاث سنوات. في سن العاشرة تقريبًا (قبل سن البلوغ)، قد يلزم إجراء فحوصات عصبية وعينة كل ثلاث سنوات لتتبع نشاط/قوة العضلات والعين. في مرحلة البلوغ، بعد الثامنة عشرة من العمر، يوصى بتخطيط صدى القلب لتتبع نشاطه. يمكن تبرير اللجوء إلى الاختبارات الشاملة بأن المرض الذي يجب علاجه غير معروف عنه سوى القليل.